# Суліславиці (Зомбковицький повіт)
Суліславиці (пол. Sulisławice) — село в Польщі, у гміні Зомбковиці-Шльонські Зомбковицького повіту Нижньосілезького воєводства.
Населення — 320 осіб (2011).
У 1975-1998 роках село належало до Валбжиського воєводства.

## Демографія
Демографічна структура станом на 31 березня 2011 року:
|          | Загалом | Допрацездатний вік | Працездатний вік | Постпрацездатний вік |
| -------- | ------- | ------------------ | ---------------- | -------------------- |
| Чоловіки | 160     | 30                 | 117              | 13                   |
| Жінки    | 160     | 24                 | 108              | 28                   |
| Разом    | 320     | 54                 | 225              | 41                   |